# Taur
Taur (Tauren) je fantasy postava využívaná v knihách a PC hrách (Warcraft III, World of Warcraft). Taur je pojmenovaný podle postavy z řecké mytologie mínotaura. Anglický název Tauren je přesmyčka slova "nature", česky příroda. Tauři bývají velcí i několik metrů, jejich srst může mít různé odstíny, od kaštanově hnědé až do krémově bílé. Na rozdíl od mínotaura, který má horní končetiny a hrudník lidský (hlavu a dolní končetiny jsou býčí), má taur pouze postavu podobnou té lidské.
V PC hře Warcraft III jsou tauři podřazenou rasou orků. V on-line hře World of Warcraft patří rasa Taurů k Hordě.

## Historie
Vzhledem k tomu, že mají Taureni velmi dlouhou ústní lidovou tradici, která se předává z generace na generaci, je nemožné vyhledat jakýkoliv písemný záznam, a proto je jejich hlubší historie téměř neznámá. I bez ohledu na to mají Taureni mnoho příběhů, které popisují několik historicky doložených událostí.
Jednou z těchto doložených věcí je i stáří jejich rasy, které sahá pravděpodobně až k Rozdělení, a tudíž je jejich kultura stejně stará jako Kaldorei. Obě tyto rasy mají navíc velmi blízko k přírodním silám a druidismu, což doložení stáří jejich historie jenom potvrzuje.
Dříve žili v Kalimdoru na území Barrens, ale kvůli neustále agresivním kentaurům, kteří se je z území snažili vyhnat, vůdce Taurenů Cairne Bloodhoof rozhodl, že musí najít jiné místo, kam by se jeho národ uchýlil. Když už se miska vah přiklonila na stranu útočníků, objevil se mladý náčelník Thrall a pomohl Cairnovým lidem dosáhnout travnatých plání Mulgore, kde žijí dodnes. Taureni se cítili vůči orkům dlužni, a tak se na důkaz velkého vděku přidali k Hordě.

## Herní informace (WoW)

### Hratelná povolání
- Hunter
- Druid
- Shaman
- Priest (Cata)
- Paladin (Cata)
- Warrior
- Death Knight (WotLK)
- Monk (MoP)

### Raciálky
- War Stomp - Na 2 vteřiny omráčí 5 nepřátel v okruhu 8 yardů.
- Endurance - Zvyšuje počel HP o 5%
- Cultivation - Zvyšuje skill v profesi Herbalism a sbírání kytek je rychlejší
- Nature Resistance - Snižuje přírodní poškození o 1%
- Brawn - Kritické poškození a healing zvýšený o 2%

### Ostatní
- Startovní lokace: Mulgore
- Mount: Kodo
- Vládce: Baine Bloodhoof
- Hlavní město: Thunder Bluff